# Rosticería

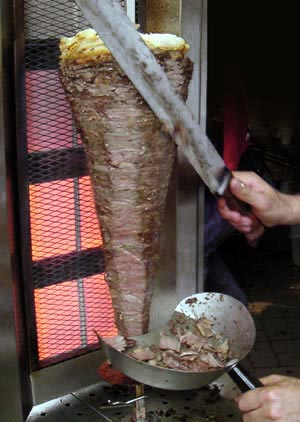
Corte a una torre de carne de ternera de un döner kebap

Una rosticería, rotisería, rostisería, o roticería (del italiano rosticceria o del francés rôtisserie) es un establecimiento de restauración que asa carne en un pincho o espeto giratorio frente a una fuente de calor en forma de llama o brasas. La rotación hace que el asado sea homogéneo y que se vaya cocinando la pieza en sus propios jugos a medida que va girando. Históricamente los espetos se giraban a mano o mediante un mecanismo de relojería, hoy en día el giro es impulsado mediante motor eléctrico.
Por extensión, se conoce como rosticería a cualquier establecimiento de venta de comidas preparadas.

## Rotisserie horizontal
Este estilo de rotisserie monta el eje de giro paralelo a la superficie de la tierra. Se suele emplear en el asado de pollos y otras carnes como vaca, cerdo y cordero. El diseño de este tipo de asadores incluye la de un espeto montado sobre dos horquillas de tal forma que se puede asar o hacer a la parrilla. Entre los platos asados por este método se encuentran:
- El pollo asado - típico de muchos países europeos y de América, como el pollo a la brasa de la cocina peruana
- El mechui - asado de cordero a la brasa típico de los países del Magreb.

## Rotisserie vertical
El otro tipo de rotisserie es el que se monta sobre un eje vertical; en este caso la carne se apila y el calor se aplica directamente a la superficie mientras gira verticalmente. Algunos de los platos preparados en esta modalidad de rotisserie vertical son: 
- Döner kebap - Turquía
- Gyros - Grecia
- Shawarma - Oriente Medio
- Taco al pastor - México